# 摩根敦高中
摩根敦高中是一所位於西維吉尼亞州摩根敦市的公立高中。該學校於1883年創立，並於1927年遷至目前校地。本校學生主要來自三所地方初中:South初中、Suncrest初中和聖法蘭西斯德賽勒斯中央天主教學校。該校吉祥物Mohigans源自一個不存在的美國原住民部落，並由該校校刊摩根敦高中年鑑(Morgantown High Annual)命名 。在2008年的統計顯示，該校有註冊的1734學生。 該校共有超過20個校隊組織，23種AP大學先修課程。
根據美国新闻与世界报道，摩根敦高中是西維吉尼亞州排名第二的學校，同時也是全國排行第1088名 。該校因此而獲得了一個銀獎章。

## 外部連結
- 學校官方網站
- 學校樂旗隊網站 （页面存档备份，存于）
- 籃球隊網站 （页面存档备份，存于）